# ジェリェズニツァ川
座標: 北緯43度38分18秒 東経18度23分28秒 / 北緯43.63833度 東経18.39111度
ジェリェズニツァ川（Željeznica,Жељезница）はボスニア・ヘルツェゴビナを流れる川で、トレスカヴィツァ山麓を源流とする。上流部は美しい森林に覆われており、多くの急流がある。トゥロビ村（Turovi）からの流れは希少な自然や釜状の地形を作っている。カザニ（Kzani）には峡谷があり、その急流の美しさは旅行者をひき付けている。ジェリェズニツァ川は西サラエヴォポリェを特徴付ける地理的に主要な物の一つで、トルノヴォやイストチナ・イリジャを南に流れ、最終的にはサラエヴォの近くでボスナ川に合流する。ジェリェズニツァ川の西側はヤホリナ山と境を接し、右岸には考古学的な発見がされたブトミル地区があり流域は新石器時代より集落が存在した。